# Time Flies
Time Flies — третий студийный альбом блюз-роковой группы Vaya Con Dios, выпущенный в сентябре 1992 года.

## Об альбоме
Диск более меланхоличный, чем предыдущий альбом Night Owls, романтичный и более душевный. В 1991 году Дирк Схофс — главный партнер Дани Кляйн ушёл из группы. 24 мая 1991 года в возрасте 29 лет он умер от СПИДА, хотя до этого у него был ВИЧ. Также Схофс страдал от пристрастия к героину.
Наиболее успешными, по мнению критика из Allmusic, стали «изящные» композиции «Farewell Song» и «Brave Jane», которые напоминают работы соул-певицы, Дасти Спрингфилд. Как полагает рецензент, на «Farewell Song» проявляется влияние кантри, а «Muddy Waters» — записана в жанре блюз. Time Flies, является интересным примером объединения различных музыкальных культур.
Дани Кляйн очень тяжело переживала смерть Дирка Хофса, поэтому песни в альбоме грустные, но с присутствием позитивного настроения. С Time Flies вышли три сингла: в 1992 году — «Heading for a Fall» и «Time Flies», в 1993 году — «So Long Ago».
Альбом Time Flies стал третьим альбом номером 1 в Нидерландах, также достигнув 1 места в Швейцарии, где удерживал эту позицию пять недель подряд. Группа совершила мировое турне в поддержку альбома в 1993 году. Time Flies стал первым англоязычным альбомом Vaya Con Dios, в котором не было ни одной песни на французском языке.

## Список композиций
| №   | Название                                      | Длительность |
| --- | --------------------------------------------- | ------------ |
| 1.  | «Time Flies» (Кляйн, Кармело Престигиакомо)   | 3:39         |
| 2.  | «Forever Blue» (Кляйн, Шувертс)               | 3:58         |
| 3.  | «Farewell Song» (Жалян, Кляйн)                | 3:09         |
| 4.  | «So Long Ago» (Кляйн, Престигиакомо)          | 2:55         |
| 5.  | «Still a Man» (Жалян, Кляйн)                  | 3:36         |
| 6.  | «Heading for a Fall» (Коллинз, Кляйн)         | 3:42         |
| 7.  | «Mothers and Daughters» (Дэвис, Жалян, Кляйн) | 2:31         |
| 8.  | «Listen»                                      | 3:19         |
| 9.  | «Bold and Untrue» (Дэвис, Жалян, Кляйн)       | 3:08         |
| 10. | «Muddy Waters» (Жалян, Кляйн)                 | 3:17         |
| 11. | «For You» (Жалян, Кляйн)                      | 3:10         |
| 12. | «Brave Jane» (Дэвис, Кляйн, Престигиакомо)    | 3:16         |
| 13. | «At the Parallel» (Кляйн, Клипфьюз)           | 2:57         |

## Чарты и сертификации
| Чарт       | Высшая позиция |
| ---------- | -------------- |
| Австрия    | 4              |
| Венгрия    | 12             |
| Германия   | 9              |
| Нидерланды | 1              |
| Норвегия   | 11             |
| Швейцария  | 1 (5 недель)   |
| Швеция     | 13             |

| Страна    | Организация | Статус        |
| --------- | ----------- | ------------- |
| Германия  | BVMI        | Платиновый    |
| Норвегия  | IFPI        | Платиновый    |
| Швейцария | IFPI        | 3x Платиновый |

## Участники записи
- Арнольд Массарт — пианино
- Верона Дэвис — бэк-вокал, композитор
- Гвеналь Микольт — аккордеон
- Фредди Старкс — бэк-вокал
- Фрэнк Деруйтер — валторна
- Филиппе Аллаерт — ударные, сопродюсер, перкуссия
- Жан Тренчант — инженер
- Дани Кляйн — продюсер, аранжировка, вокал, композитор
- Ди Коллинз — аранжировка
- Кармело Престигиакомо — гитара, аранжировка, композитор
- Марк Франсуа — микширование
- Жан Мишель Жалян, Саймон Схувертс — композиторы
- Жанно Гиллис — струнные
- Эрик Мэлартс — гитара